# Grupul de Luptă Avansat Consolidat al NATO din România
Grupul de Luptă Avansat Consolidat al NATO din România (în engleză NATO enhanced Forward Presence Battle Group Romania) este unul dintre cele 8 grupuri de luptă⁠(en)[traduceți] multinaționale permanente ale Organizației Tratatului Atlanticului de Nord, dislocate în partea de est a teritoriului Alianței, celelalte grupuri de luptă fiind dislocate în Estonia, Letonia, Lituania, Polonia. Slovacia, Ungaria și Bulgaria. Aceste forțe militare constituie împreună, la nivelul Flancului Estic al organizației, Prezența Avansată Consolidată a NATO⁠(en)[traduceți] (în engleză NATO Enhanced Forward Presence), care este o forță militară de apărare și de descurajare aliată NATO desfășurată pentru a proteja și asigura securitatea, în statele cele mai apropiate de Rusia.
Grupul, condus de Franța, a luat ființă în luna mai 2022 și este dimensionat în prezent la nivelul unui batalion, fiind însă conceput pentru a se extinde, la nevoie, la nivel de brigadă. Baza sa se află localizată la nivelul Centrului Național de Instruire Întrunită de la Cincu, Brașov.

## Istoric

Evoluția NATO

România a solicitat încă din anul 2016⁠(en)[traduceți] întărirea prezenței militare a NATO pe Flancul Estic în zona sudică, a României și a Mării Negre și a continuat să insiste pentru aceasta, ulterior. Inițial însă au fost create numai patru astfel de grupuri, în statele NATO care aveau frontieră comună cu Rusia și cu aliata acesteia, Belarus, state considerate ca fiind cele mai vulnerabile, din perspectiva acestei vecinătăți.
Șase ani mai târziu, constituirea grupului de luptă din România a survenit drept efect al acumulării de forțe ruse de dinaintea invaziei ruse din Ucraina. Declanșarea confruntării din anul 2022 a fost un motiv, care, a validat adoptarea atitudinii de consolidare a posturii de descurajare și apărare pe termen mediu și lung de către NATO și a condus la înființarea unor astfel de grupuri și în Slovacia, Ungaria și Bulgaria. În ansamblul său, crearea celor patru grupuri suplimentare a reprezentat în același timp și un răspuns al Statelor Unite ale Americii și al Organizației Tratatului Atlanticului de Nord, la cerințele Rusiei de revenire la situația strategică de dinainte de 1997.
Constituirea grupului tactic a fost unul dintre obiectivele Misiunii (franceze) AIGLE Roumanie. Oficial grupul a luat ființă în România la 1 mai 2022, prin transformarea elementelor multinaționale aliate din cadrul Forței de Răspuns a NATO, dislocate în acel moment, în România, iar la 19 decembrie 2022 a obținut și avizarea, din partea Parlamentului Român. Spre finalul anului 2022 grupul se afla în proces de dezvoltare, fiind și în curs de integrare în structura de comandă a NATO.

## Caractere generale
Un grup de luptă avansat consolidat (în engleză Battle Group Forward Presence, acronim „BGFP”) al NATO este furnizat de o națiune-cadru dintre marile puteri ale Alianței (și care-l și conduce), precum și de alte națiuni contributoare, pe o bază voluntară durabilă și de rotație. Aceste grupuri de luptă sunt permanente și operează în cooperare cu forțele naționale de apărare ale țărilor gazdă. Națiunile cadru care conduc grupurile de luptă contribuie în cea mai mare măsură atât cu efective, cât și în ce privește dotările tehnice.
Dimensiunea și compoziția grupurilor de luptă variază de la un nivel de batalion până la un nivel de brigadă, în funcție de factori geografici și amenințări specifice. Ele sunt forțe de reacție rapidă, puternic dotate din punct de vedere tehnic. În prezent efectivul unui astfel de grup este, în general între 1.000 și 1.500 de militari. Structura trupelor este integrată, chiar dacă militarii unui grup provin din mai multe țări.

## Structură

Arealul geografic al poligonului militar din zona Cincu.

Trupele grupului de luptă sunt sub comanda Comandamentului Multinațional de Divizie Sud-Est de la București.

### Efective
Națiunea cadru pentru grupul de luptă din România este Franța, care asigură și efectivul principal. Forțele principale ale grupului de luptă se află la Centrul Național de Instruire Întrunită de la Cincu, unde în luna noiembrie 2022 a fost inaugurată o nouă bază militară, a cărei construcție este prevăzută să se încheie în 2023. Militarii existenți se rotează la fiecare 6 luni.
Dimensiunea grupului este acea a unui batalion (la nivelul lunii iunie 2022 având aproximativ 1148 militari), dar include elemente care să-i permită să se extindă la nivel de brigadă (pentru a atinge un efectiv de aproximativ 5.000 de militari). Eventuala sa extensie va depinde de nivelul de amenințare militară existentă, decizia în acest sens fiind de competența autorităților militare.

### Compoziție

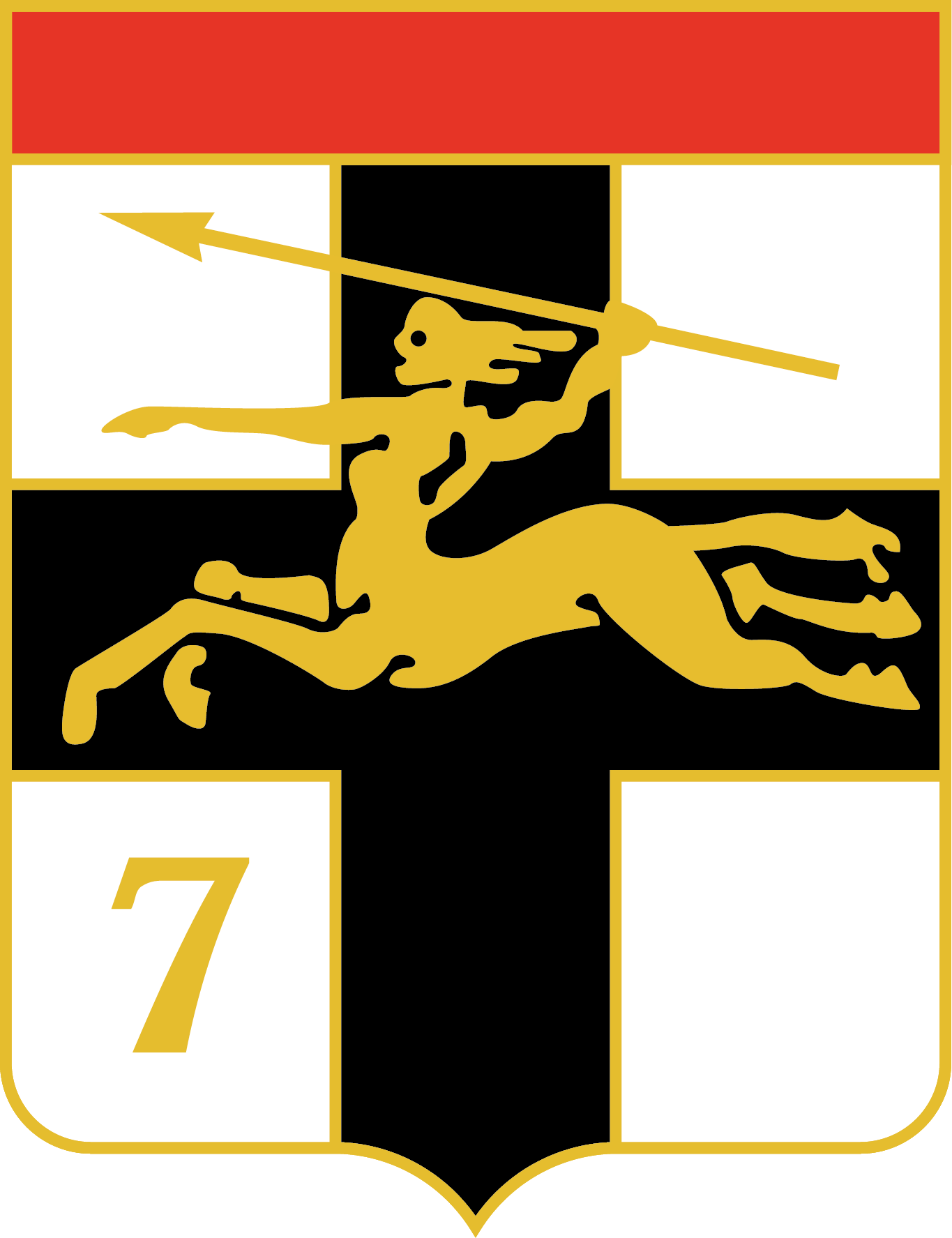
Insigna Brigăzii 7 Blindate franceze

Subunitatea dispune de capacități adaptate.
Efectivele franceze provin din Brigada 7 Blindată⁠(fr)[traduceți] franceză din Besançon.
În componența grupului, intrau în luna ianuarie 2023 următoarele subunități:
- un escadron blindat al Regimentului 1 Vânători⁠(fr)[traduceți] din garnizoana Verdun[16] (regiment echipat cu tancuri Leclerc și vehicule blindate ușoare⁠(fr)[traduceți])[17]
- o companie de infanterie din Regimentul 152 Infanterie⁠(fr)[traduceți] de la Colmar[16] (regiment echipat cu mașini de luptă ale infanteriei VBCI⁠(en)[traduceți])[18]
- o companie de luptă de geniu din Regimentul 3 Geniu⁠(fr)[traduceți] din Charleville-Mézières[16]
- o baterie de artilerie mixtă  din Regimentul 1 Artilerie⁠(fr)[traduceți] de la Belfort[16]
- o companie de recunoaștere⁠(en)[traduceți] neerlandeză[16]
- un stat major tactic și trenul regimentar de luptă Nr. 2 (detașament logistic) al Regimentului 1 Vânători[16]

Mijloacele tehnice aflate la dispoziția militarilor NATO, la nivelul lunii ianuarie 2023 2022 erau:
- 13 tancuri Leclerc și 2 Depanatoare de Tancuri Leclerc⁠(fr)[traduceți]
- 24 mașini de luptă ale infanterieie VBCI
- 19 transportoare blindate pentru trupe VAB⁠(fr)[traduceți]
- 19 vehicule mici protejate⁠(fr)[traduceți]
- 32 vehicule blindate ușoare
- 37 vehicule tactice 4x4
- 3 sisteme MLRS⁠(fr)[traduceți]
- 3 mortiere de calibrul 120 mm
- 40 de vehicule ușoare de recunoaștere (din care 15 transportabile aerian) și 10 camioane de transport

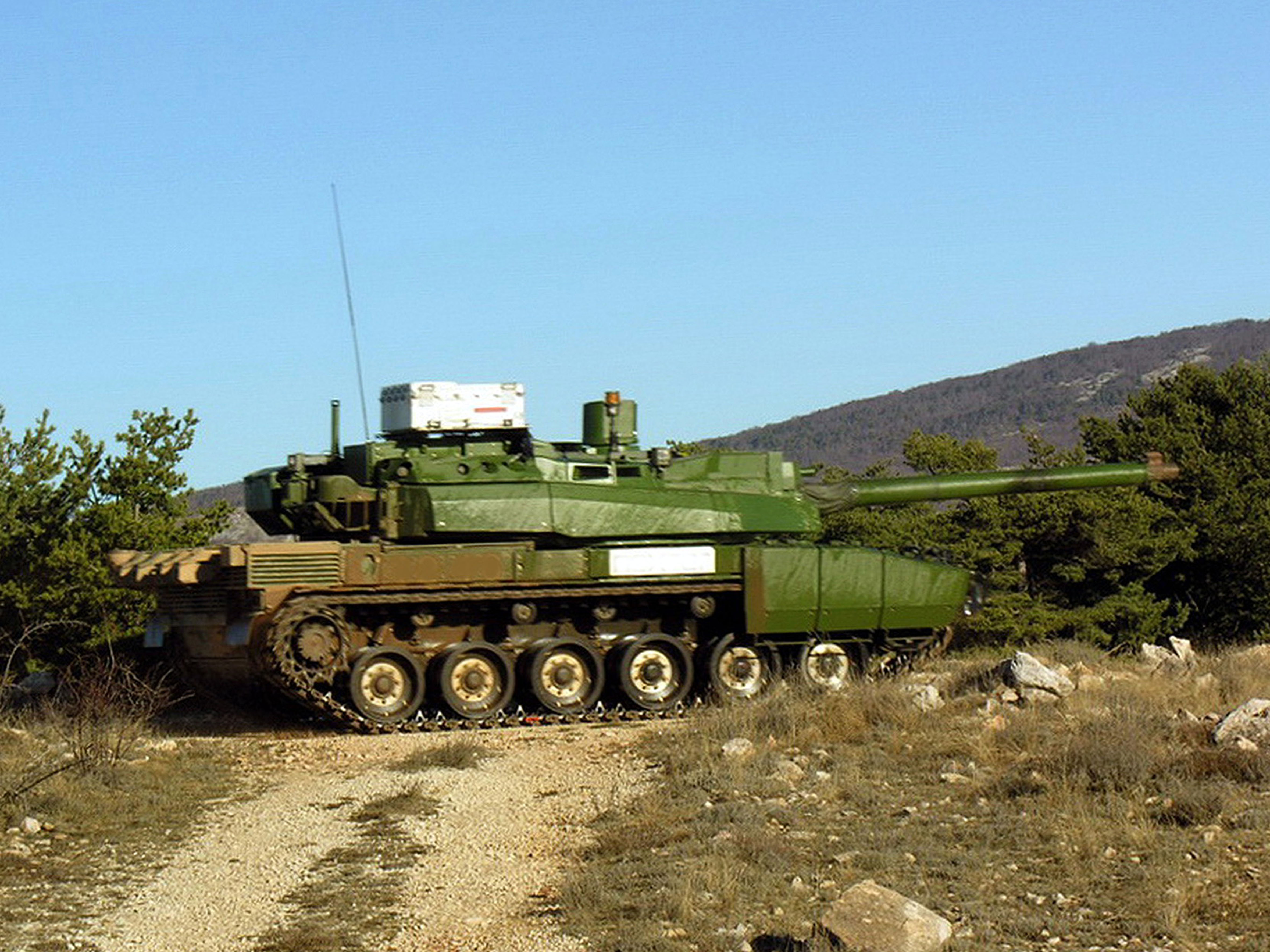
Tanc Leclerc
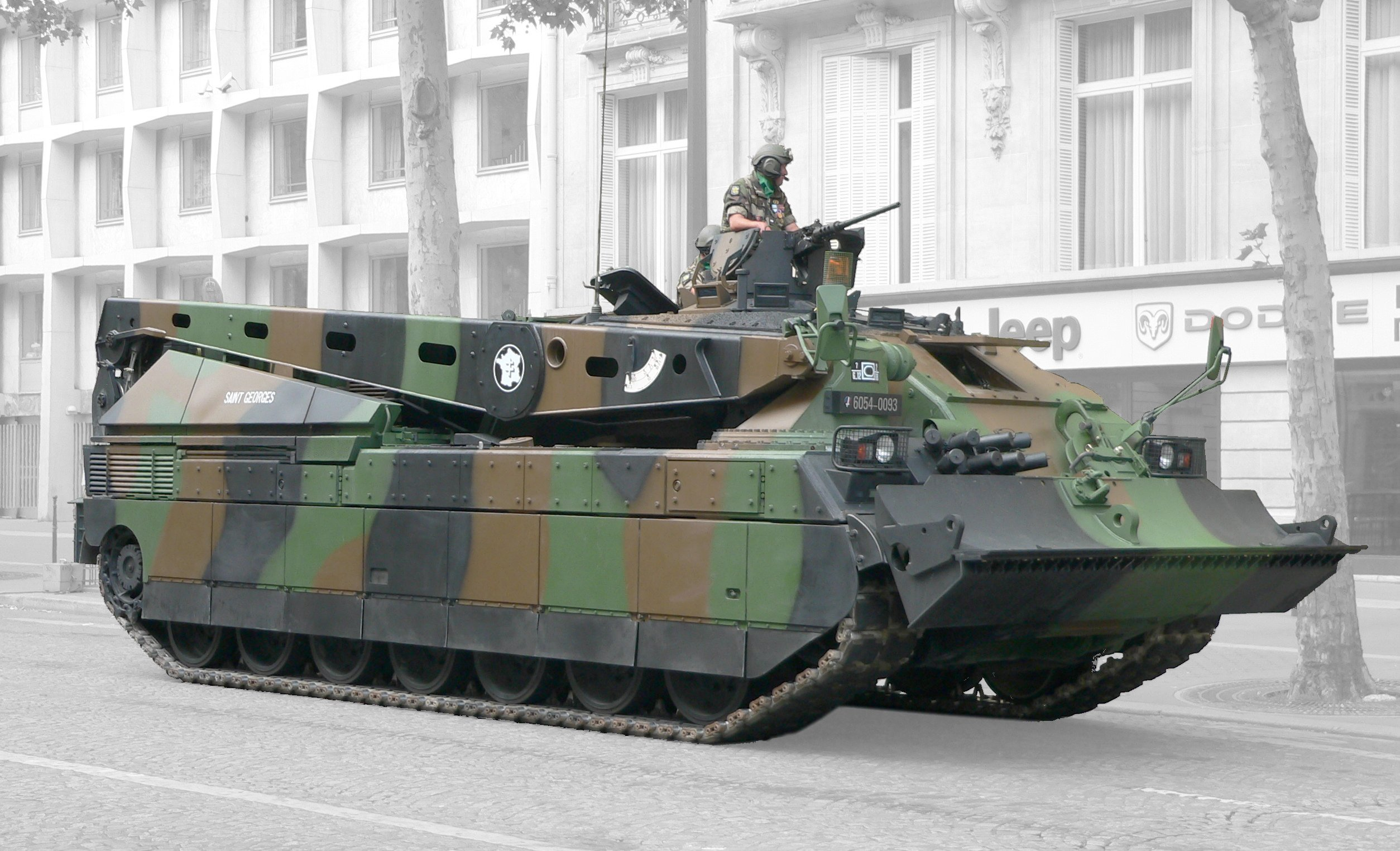
Depanator de tancuri Leclerc
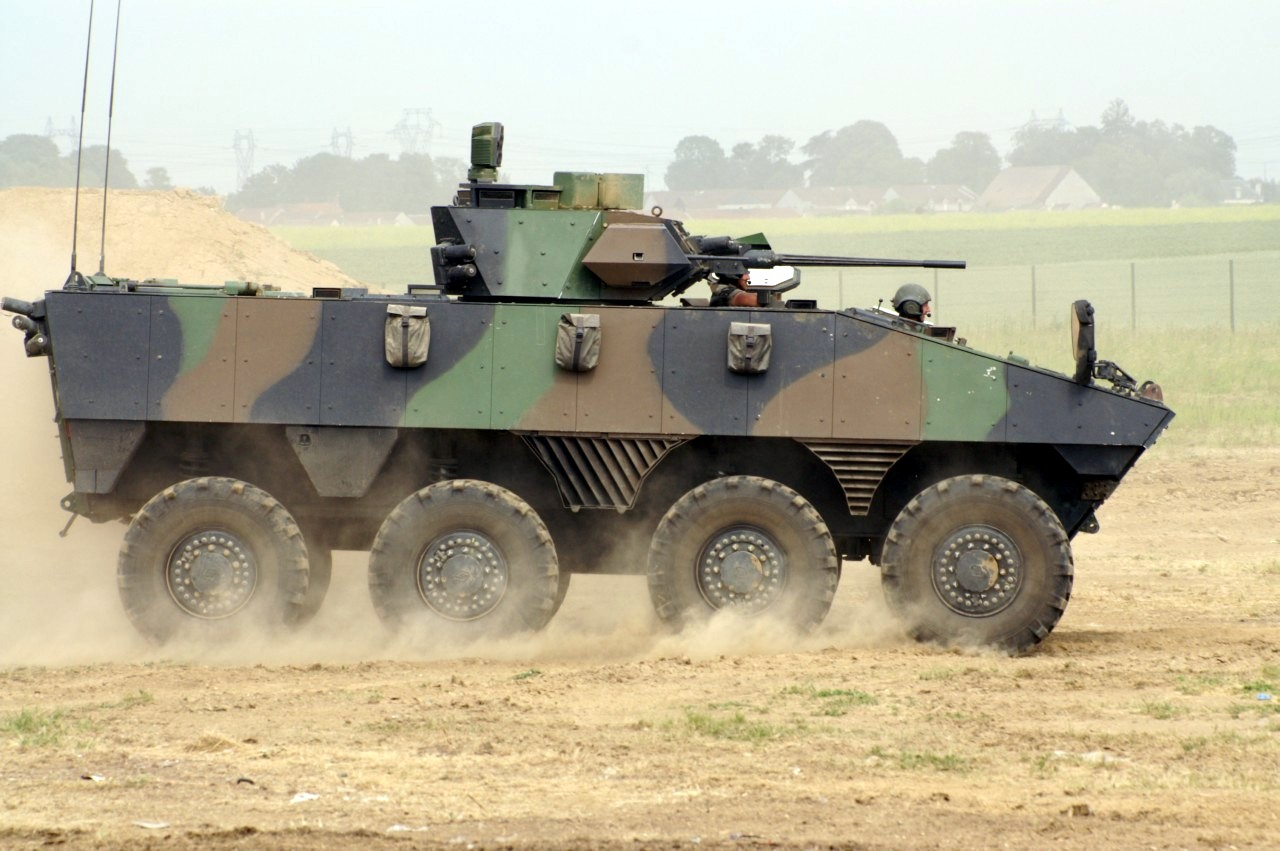
Mașină de luptă a infanteriei VCBI
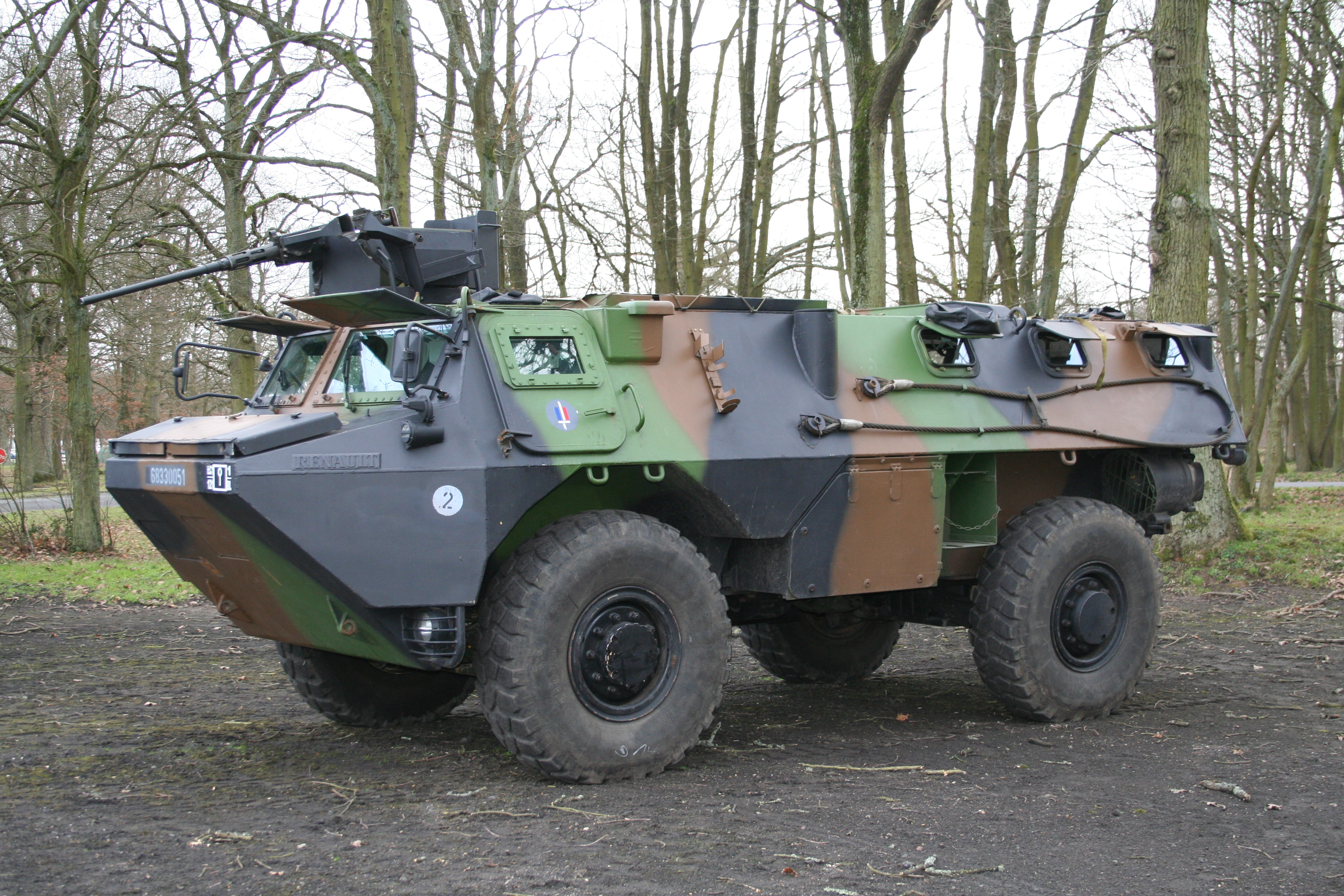
Transportor blindat de trupe VAB
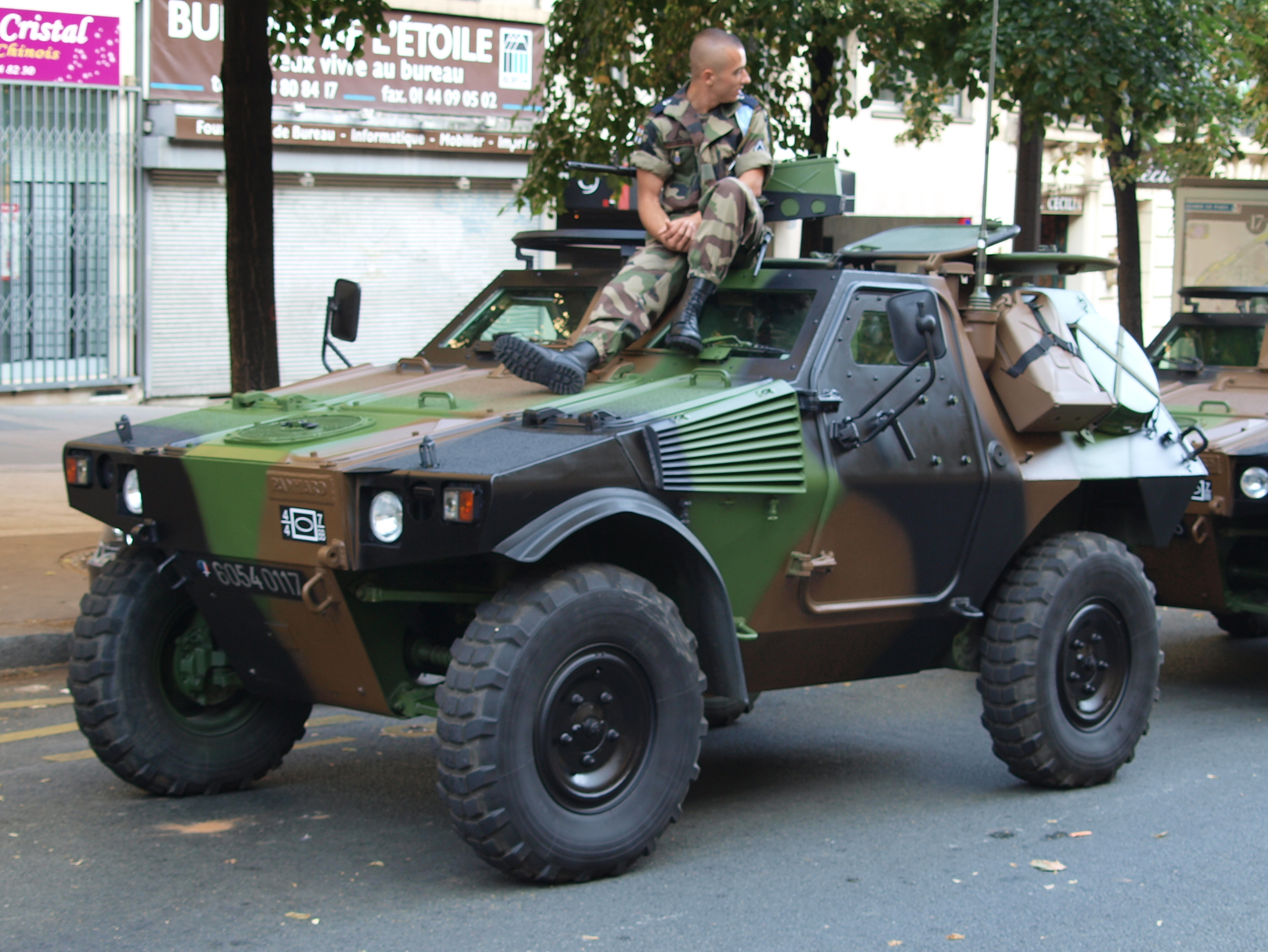
Vehicul blindata ușor VBL
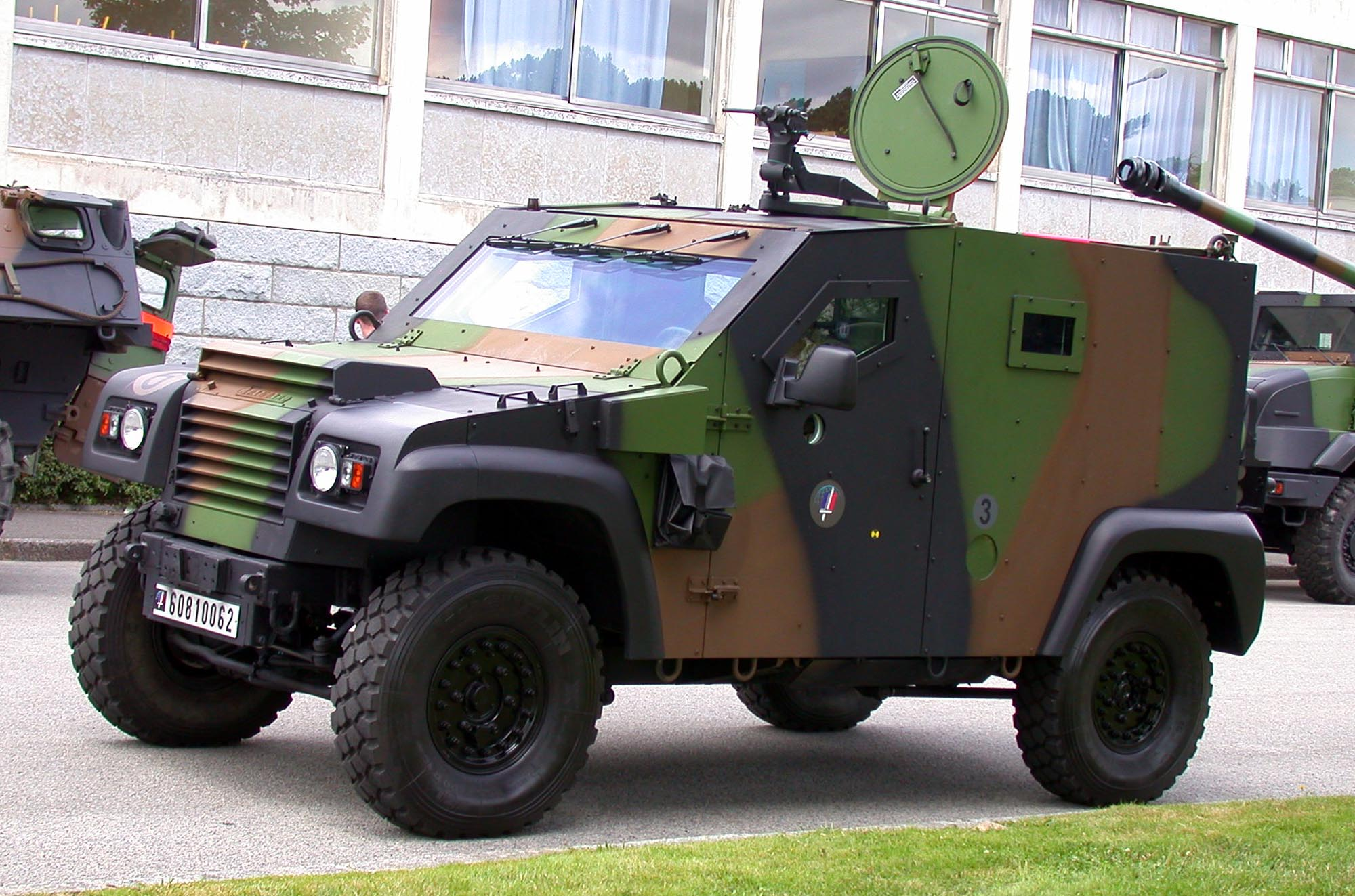
Vehicul mic protejat PVP
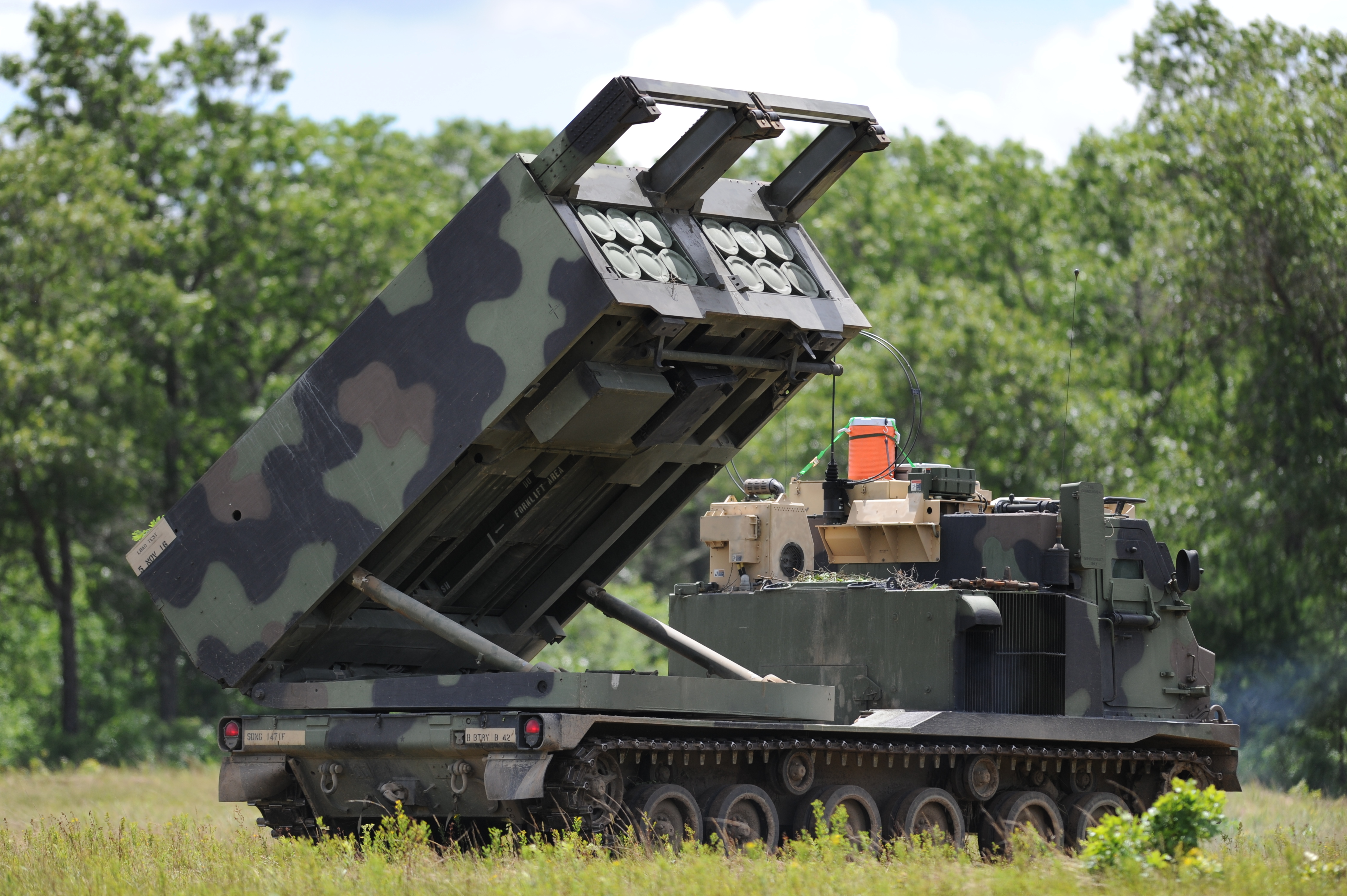
Lansator de rachete MLRS M270
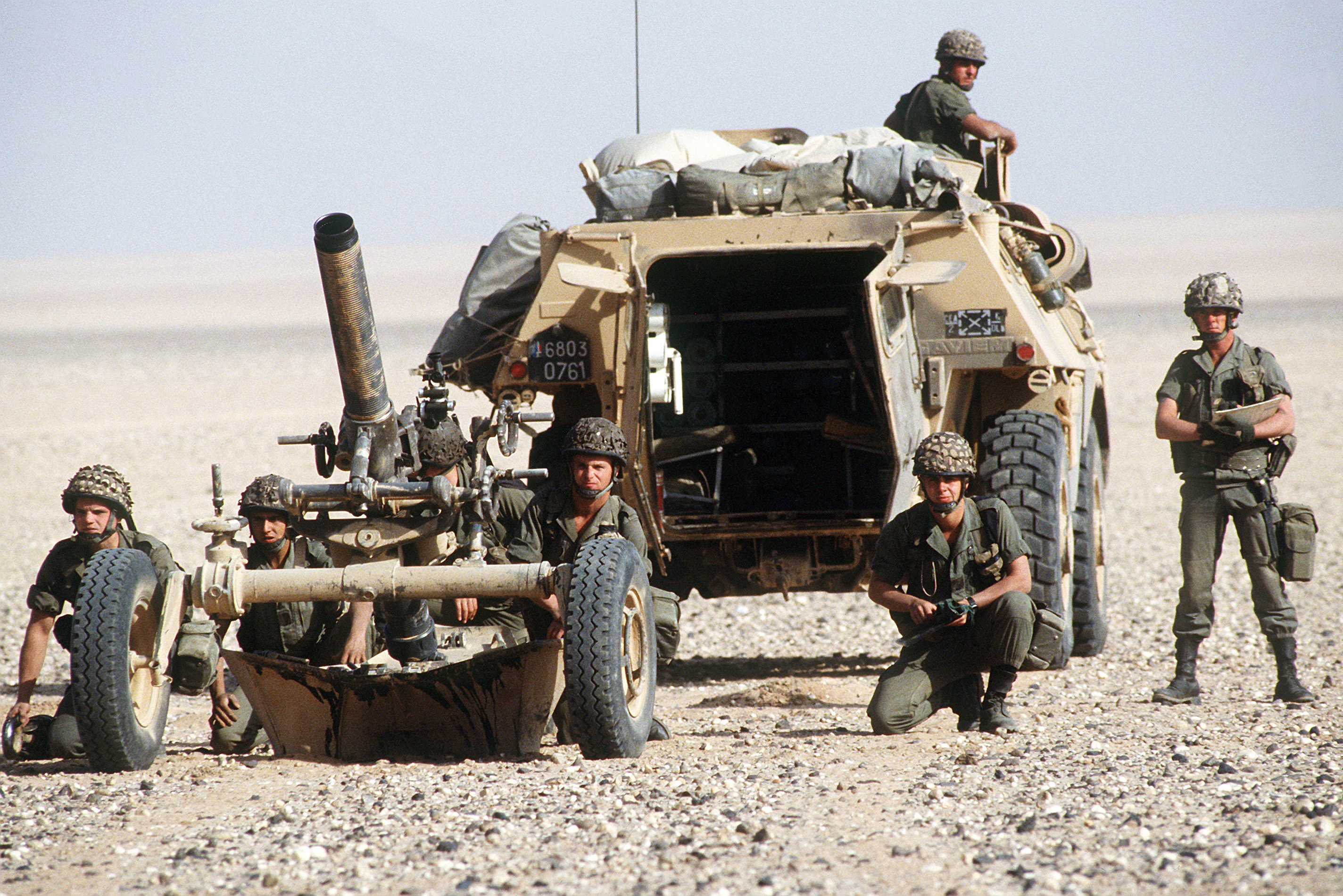
Mortier greu tractat de 120 mm model F1
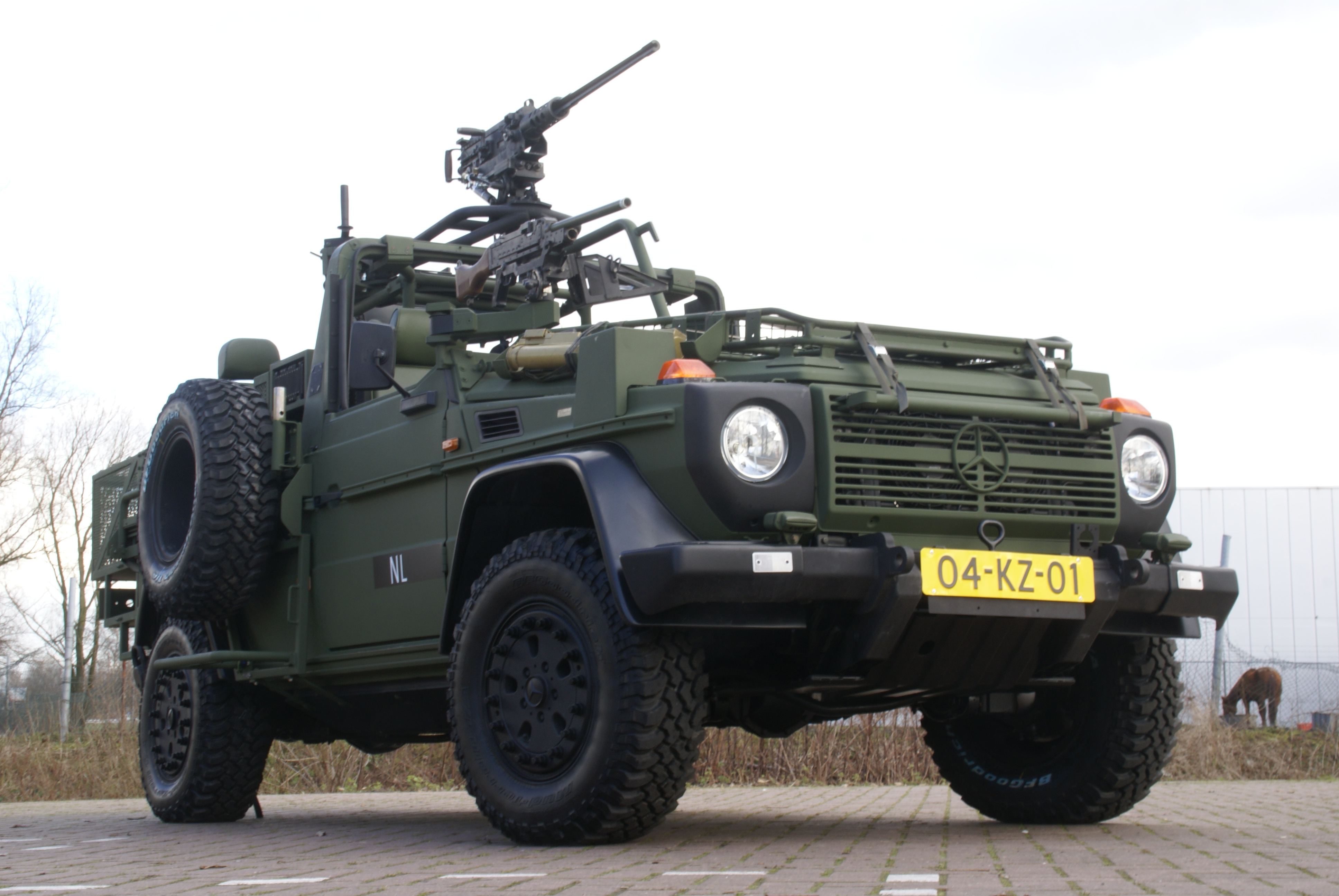
Mercedes Benz G280 CDI
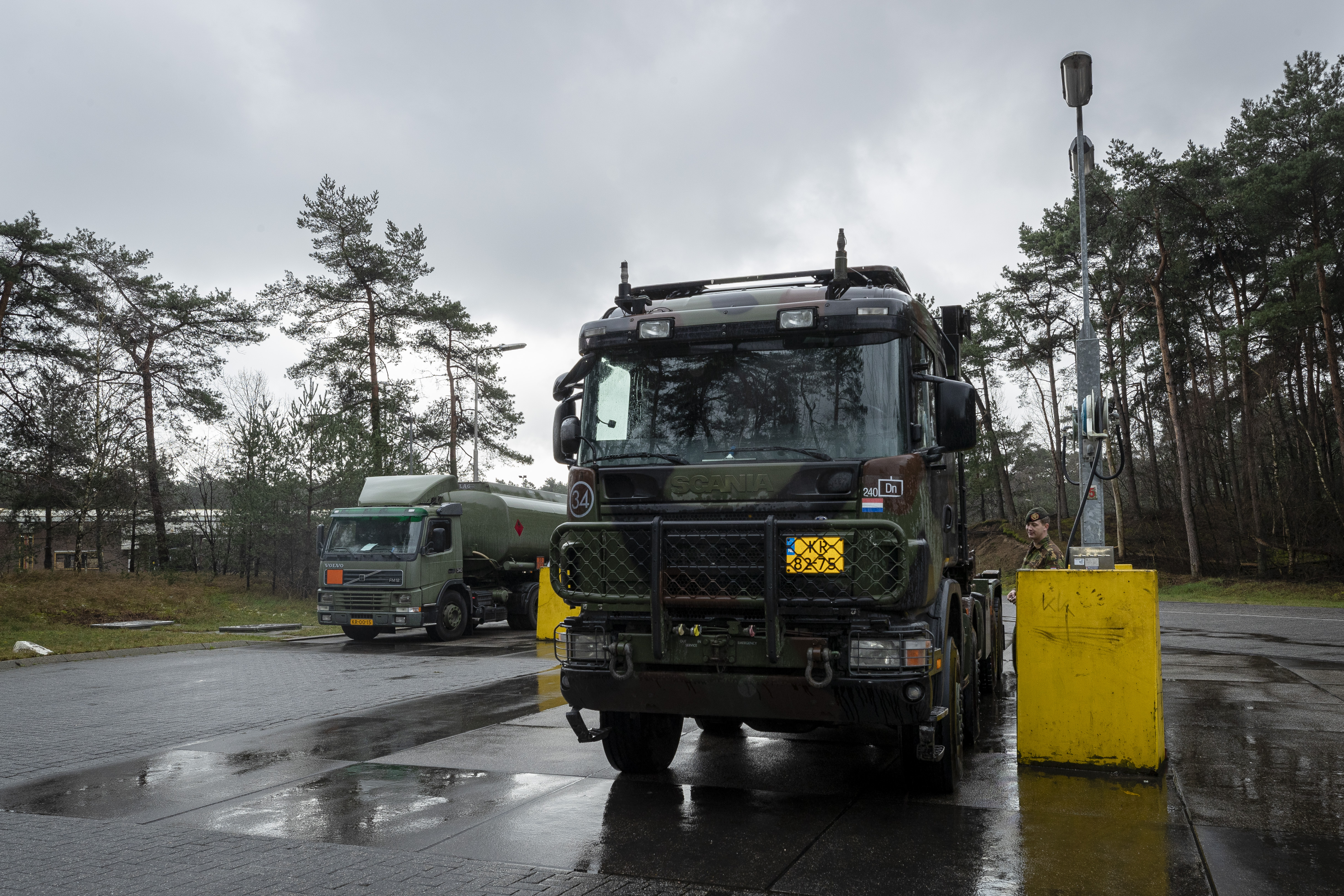
Autocamion Scania WLS

## Rol

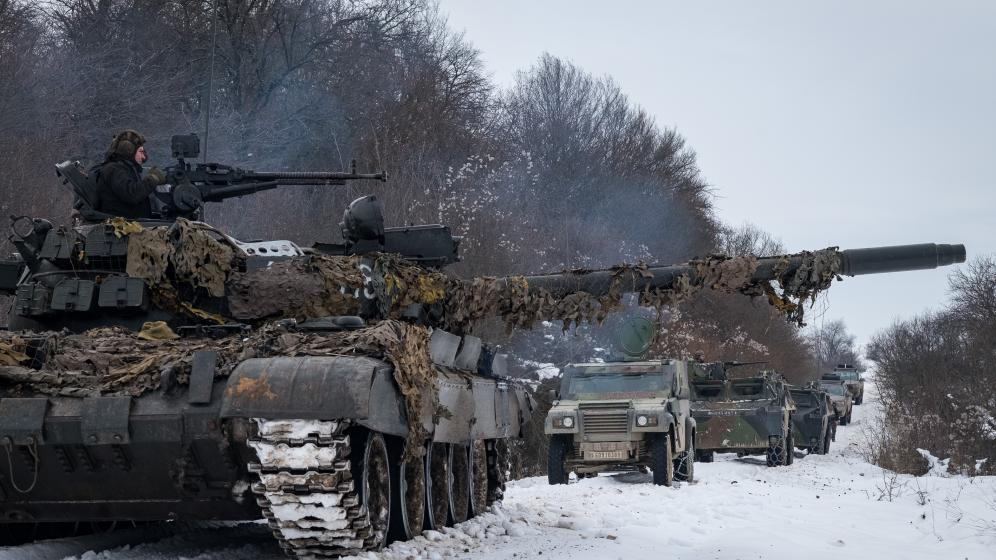
Soldați români și portughezi din forțele mecanizate și blindate, participând alături de forțe blindate franceze din Grupul de Luptă de la Cincu la exercițiul Black Eagle, februarie 2023.

Rolul său este defensiv și de descurajare. Forțele sale sunt destinate efectuării unor aplicații comune cu forțele române și cu celelalte forțe ale NATO, operaționalizării unor strategii de apărare, precum și altor activități care țin de spectrul defensiv. De asemenea, aceste forțe sunt destinate și instruirii militare comune, iar prezența sporită  a forțelor aliate din NATO, în România, a augmentat considerabil programul național de instruire a forțelor militatre ale țării gazdă.
Deși puterea sa de luptă este mică, asemeni celorlalte grupuri de luptă de pe Flancul Estic, cel din România are în mod similar o valoare importantă din punct de vedere simbolic, în sensul existenței unei desfășurări multinaționale, care, reflectă solidaritatea între statele NATO. Prezența acestor grupuri indică de asemenea, în mod clar că, un eventual atac asupra unui stat aliat va fi considerat un atac asupra întregii Alianțe.
În același timp, prezența grupului din România reprezintă o măsură de pregătire în ce privește apariția de baze permanente a NATO, în România. Deocamdată caracterul său este rotațional, aceasta semnificând că, deocamdată caracterul confruntării existente între NATO (care a adoptat o atitudine considerată defensivă) și Rusia nu este considerat permanent.
Cu toate acestea, în mod practic în contextul escaladării tensiunilor între Alianța și Rusia, grupurile de luptă ale NATO⁠(en)[traduceți] au ajuns să aibă o prezență permanentă pe teritoriul statelor aflate în cauză.